# Episodi de L'onore e il rispetto (quinta stagione)
La 5ª stagione della serie televisiva L'onore e il rispetto è composta da 8 episodi ed è stata trasmessa in prima visione su Canale 5 dal 31 marzo al 19 maggio 2017.
| Episodio         | Prima TV       |
| ---------------- | -------------- |
| Primo episodio   | 31 marzo 2017  |
| Secondo episodio | 7 aprile 2017  |
| Terzo episodio   | 14 aprile 2017 |
| Quarto episodio  | 21 aprile 2017 |
| Quinto episodio  | 28 aprile 2017 |
| Sesto episodio   | 5 maggio 2017  |
| Settimo episodio | 12 maggio 2017 |
| Ottavo episodio  | 19 maggio 2017 |

## Primo episodio

### Trama
Zurigo: la famiglia Fortebracci viene attaccata da Ettore De Nicola con i suoi uomini armati di mitra, intenzionati a impossessarsi del suo tesoro. Carmela e sua zia Maria vengono uccise, Ricky riesce a fuggire con Antonia e il piccolo Jonathan, mentre Tonio viene ferito e sequestrato dopo uno scontro a fuoco.
Due anni dopo, nel 1972 a Sirenuse viene arrestato Salvatore Dagò (Mimmo Mignemi), uomo di fiducia del nuovo padrino Ettore De Nicola, che nella botola della sua masseria teneva nascosto Tonio Fortebracci; il quale, in stato confusionale, non venne trovato dai poliziotti e si diede alla fuga.
Intanto è entrato in carica il nuovo sostituto procuratore Nicola Maino (Bruno Eyron) affiancato dalla sua vecchia fiamma Daria Bertolaso, nuovo ispettore capo e sostituta del commissario Silvio Rocchi (Toni Garrani) che è in ospedale in seguito a un malore. Dagò racconta loro di aver tenuto nascosto Tonio Fortebracci su richiesta di Ettore Nicola, che lo torturò senza riuscire a farsi dire dove aveva nascosto i soldi; credendolo poi morto gli aveva ordinato di seppellirlo: ma, essendo Tonio ancora vivo seppure senza memoria, Dagò aveva deciso di nasconderlo sotto casa sua per non avere problemi con la giustizia. Maino intanto decide di lasciare la moglie Elvira (Camilla Ferranti) che gli aveva negato la possibilità di diventare padre e riaccende la passione con Daria.
Il procuratore Trapanese (Gilberto Idonea) va al collegio a riprendere sua nipote Rosalinda (Giulia Petrungaro), bellissima e ribelle figlia di sua sorella Ida (Lucia Sardo), per farla sposare con il conte Felice Minniti (Alessandro Fella); l'unico contrario della famiglia, oltre a lei, è il debole padre Peppe Scianna, succube della moglie e del cognato procuratore (Alfredo Pea).
Proseguono discretamente le ricerche dello smemorato Fortebracci che nel frattempo viene accolto e curato dalla giovane contadina Michela Maccaluso (Delia Duran) e dal figlio Adelchi: poco dopo, la ragazza viene aggredita dal cognato Salvo Maccaluso (Giacomo Valenti) che la ossessiona perché vorrebbe possedere sia lei che la terra in cui vive. La ragazza viene difesa da Tonio che caccia Salvo e viene ospitato nella masseria. I due diventano amanti e scoprono che a uccidere il marito di Michela è stato proprio suo fratello Salvo, che dopo l'ennesima angheria viene ucciso da Tonio. Tonio vuole fare chiarezza sul suo passato; pertanto, Adelchi viene ospitato dalla nonna di Michela Immacolata Maccaluso (Aurora Quattrocchi), detta "nonna eroina" per il suo contributo al business della droga per De Nicola. Questi ha una storia clandestina con suor Lucia (Sara D'Amario), ingenua Superiora del Convento di Santa Rosalia a Mascalucia per mezzo del quale fa transitare la droga diretta verso l'America nascosta nei corredi tessuti dalle monache involontariamente con la complicità della sua amante Emanuela. De Nicola decide di incontrare Rosalinda, che aveva conosciuto precedentemente. La porta a fare un giro in auto e la bacia, ma lei lo respinge dicendogli che è fidanzata. Poi per ripicca la ragazza si reca dal Conte Minniti e lo sbeffeggia di fronte a tutta Sirenuse. Tonio Fortebracci, dopo aver fatto sparire Maccaluso, si presenta in questura per cercare di ricordare chi è veramente davanti agli occhi sbalorditi di Maino, Bertolaso e Rocchi.
- Ascolti: telespettatori 3 639 000 – share 15,1%.[2]

## Secondo episodio

### Trama
Tonio, dalle foto che gli mostra Daria per fargli tornare la memoria, riconosce Carmela e Antonia e così pian piano inizia a ricordare ma viene incarcerato perché si rifiuta di collaborare. Il brigadiere Calosci (Gigi Garretta), talpa per conto di De Nicola, riferisce a Trapanese che Fortebracci è vivo ma che ha perso la memoria; questi rimane di stucco e organizza un incontro con Ettore De Nicola per avvisarlo. Intanto Assunta, moglie di Dagò, va a trovare il marito in commissariato; lui in lacrime gli riferisce che collaborerà con la polizia. Lei indignata si reca da De Nicola e gli riferisce del pentimento del marito.
Rosalinda continua a rifiutare il matrimonio combinato con Minniti; una sera decide astutamente di uscire con lui e dopo averlo minacciato si fa raccontare degli affari tra lo zio e la contessa riguardo alla raffineria. Il brigadiere Calosci cerca di ammazzare Fortebracci in cella ma questi lo blocca e lo stordisce, riesce a scappare fuori dalla Questura venendo salvato da Daria che vuole portarlo in un posto sicuro, ma dopo essersi fermati per mettere benzina, riesce a seminarla. Trapanese è imbestialito con Maino per non essere stato avvisato del ritorno di Fortebracci e deve anche affrontare la contessa Adriana Minniti (Lisa Gastoni) per la spinosa questione del matrimonio della nipote e dell'affare della raffineria.
Tonio, nell'archivio della redazione de "La Voce di Sirenuse", legge alcuni vecchi giornali che parlano di lui e così inizia a ritornargli la memoria. Trapanese minaccia Rosalinda di ridurre in miseria lei e la sua famiglia se non sposerà Minniti; la madre Ida la rinchiude così in camera fino a quando non deciderà di cambiare idea. Tonio va a trovare Padre Raffaele in chiesa per chiedere notizie sulla sua famiglia e, su suo suggerimento, chiama Trapanese finendo per minacciarlo. Rosalinda viene liberata dalla sorella Gabriella e va da De Nicola, suo corteggiatore, per dirgli di sposarla nonostante lo abbia appena visto baciarsi con suor Lucia; una notte la ragazza si reca al Convento di Santa Rosalia e vede la monaca lavorare la droga insieme ad Emanuela. Tonio è tormentato dai ricordi che stanno ritornando e non appena sa cosa è successo alla sua famiglia decide di uccidere De Nicola: mentre sta acquistando una pistola al mercato nero viene riconosciuto da un mafioso e dopo poco viene raggiunto da Ettore e dai suoi uomini.
- Ascolti: telespettatori 3 513 000 – share 15,4%.[3]

## Terzo episodio

### Trama
Tonio si getta nelle fogne dove durante la sparatoria ha la meglio su De Nicola riuscendo a fuggire. Dagó viene scarcerato per essere portato in una località protetta ma l'auto blindata, grazie alla soffiata del brigadiere Calosci, viene intercettata dal commando di De Nicola che uccide personalmente il pentito ed i due poliziotti di scorta. Gli unici a sapere del percorso dell'auto erano Daria, Rocchi, Maino e Calosci e perciò i sospetti dell'ispettrice ricadono su quest'ultimo, ma Rocchi non le vuole credere.
Rosalinda vuole incastrare lo zio e si fidanza quindi con Ettore; affronta poi suor Lucia intimandole di lasciar perdere il fidanzato Ettore che la starebbe solo usando. La suora, preoccupata di perdere l'amore della sua vita, ha un mancamento e viene ricoverata in ospedale.
Tonio decide di allontanare Michela dalla sua vita per proteggerla e nel frattempo gli uomini di De Nicola giungono al suo nascondiglio. Durante lo scontro a fuoco la donna viene uccisa mentre cerca di salvarlo. Tonio, d'accordo con Daria, usando il cadavere di Salvo Maccaluso fa credere di essere stato sciolto nell'acido così da poter muoversi liberamente.
Per l'affare della raffineria Trapanese è appoggiato, oltre che dalla contessa Adriana Minniti, anche dal Ministro Cusano (Mattia Sbragia), dal cavalier Amato e dal sindaco di Sirenuse Lepore. Elvira ricatta Maino perché è rimasta incinta di proposito con l'intento di sventare il divorzio ma lui è deciso a continuare le pratiche.
Tonio, al cimitero per il funerale di Michela, leggendo la data di nascita sulla tomba di sua madre si ricorda degli 80 miliardi di lire depositati su un conto svizzero e decide così di partire per Lugano; in sonno gli torna il ricordo di aver visto un Ministro, ovvero Cusano, parlare di soldi con Trapanese mentre veniva torturato. Sullo stesso treno c'è suor Lucia, ripresasi da un'aritmia dovuta allo stress per De Nicola.
- Ascolti: telespettatori 2 981 000 – share 13,9%.[4]

## Quarto episodio

### Trama
A Lugano Tonio scopre di avere 80 miliardi sul conto. Mentre si allontana dalla banca arriva il suo vecchio amico Ricky Milazzo che da co-intestatario del conto preleva 300 milioni. In seguito Tonio torna nella sua vecchia villa ricordando la tragica notte dell'attacco di De Nicola. In una sartoria conosce per caso la modista Chantal Cusano (Bo Derek), moglie del Ministro Cusano, che è da subito persa di lui e riesce a portarselo a letto.
A Sirenuse intanto Trapanese si affida a due uomini della contessa Minniti, i fratelli Giosuè e Furio Sibilla, per eliminare De Nicola ma Rosalinda capisce tutto e lo avverte: il Padrino con il suo appoggio uccide i Sibilla mettendo i loro cadaveri nell'auto del Procuratore e la stessa notte rapisce Felice Minniti. Il giorno seguente Rosalinda si presenta a villa Minniti davanti allo stupore dello zio ottenendo che De Nicola entri nell'affare della raffineria; i sodali della nobildonna non sono convinti e così lei stringe un'alleanza con Rosalinda: sua sorella Gabriella sposerà Felice. Ettore intanto tiene con la forza suor Lucia dalla sua parte.
Daria continua comunque sotto traccia la sua indagine su Calosci con l'aiuto di De Rosa; questo recupera un fascicolo scottante dall'ufficio di Trapanese con l'intento di consegnarlo all'ispettrice ma viene investito davanti a lei e i documenti vengono recuperati da un complice di Calosci che Daria insegue nel tentativo di recuperare la valigetta, ma viene colpita alla testa dallo stesso Calosci che la stessa sera viene eliminato perché ormai bruciato come talpa.
Tonio trasferisce 40 miliardi su un conto romano e parte per la Capitale dove conosce Robertino De Marchis (David Sebasti), capo della Banda della Magliana nonché rifornitore di cocaina dell'attraente e giovane spericolata Giada Cusano. Questo vuole solo sottrargli il patrimonio svizzero credendo che a Tonio non serva più quel denaro. Ma quando sta per torturarlo per convincerlo a firmare, viene attaccato da una banda concorrente, assoldata dal marsigliese Jean Vigò e dato in pasto al suo coccodrillo mentre Tonio viene portato via.
- Ascolti: telespettatori 3 515 000 – share 14,8%.[5]

## Quinto episodio

### Trama
Tonio riesce a liberarsi, uccidendo un paio di uomini della banda romana e scopre che dietro al suo sequestro c'è Jean Vigò (Marco Vernile), capo dei Marsigliesi, al quale offre 5 miliardi in cambio dell'identità del Ministro che si cela dietro all'affare di Sirenuse ovvero Cusano.
Daria a casa di Maino sente un messaggio sulla segreteria da parte della moglie e scopre che è incinta; tra i due fidanzati scoppia una dura lite e il PM chiede il trasferimento.
Intanto Antonia, Jonathan e Ricky hanno una nuova vita a Lugano, convinti che Tonio sia morto.
Suor Lucia cerca di evitare De Nicola e tenta, senza successo, di rivolgersi all'ispettore Bertolaso. Si tiene un pranzo tra i Minniti, Trapanese, De Nicola, Rosalinda, Gabriella e i loro genitori ma senza il sindaco Lepore e il cavalier Amato; la contessa si convince che Trapanese debba essere tagliato fuori dall'affare e avanza la richiesta al Ministro Cusano mentre il sindaco viene minacciato dal Padrino.
Sul volo Roma-Sirenuse Tonio incontra di nuovo la moglie di Cusano, in viaggio con marito e figlia, tentandola di proposito e arrivato in città salva Immacolata, la nonna spacciatrice di Michela, dagli uomini di De Nicola.
Cusano e Lepore presentano alla stampa il progetto della raffineria mentre Trapanese viene improvvisamente trasferito alla Procura di Bolzano e capisce di essere fuori dall'affare, non riuscendo a convincere più neanche il Ministro. Tonio in hotel conosce per caso Giada Cusano che si invaghisce di lui e lo porta con sé alla festa di Palazzo Minniti alla quale si imbuca anche Trapanese che, allontanatosi dopo un diverbio con Rosalinda, all'uscita lo riconosce e si sente male. Alla serata si presenta anche suor Lucia vestita da sposa che sembra anticipare Fortebracci nell'intento di sparare a De Nicola.
- Ascolti telespettatori 3 301 000 – share 13,2%.[6]

## Sesto episodio

### Trama
Suor Lucia sbandiera agli invitati il giro di droga che aveva De Nicola tramite lei e poi si spara al petto. Rosalinda chiama Emanuela e fa sparire la merce dal convento che viene perquisito a vuoto insieme alla Liguorum mentre De Nicola viene interrogato da Daria e rilasciato la mattina seguente. L'ispettrice, parlando con Rocchi si ricorda del pacco recapitatole dalla suora e torna a casa a controllare. Tra le lenzuola trova una sua lettera di confessione grazie alla quale De Nicola viene arrestato prima che Tonio riesca a sparargli da lontano. Il Ministro Cusano si arrabbia molto con la contessa Minniti per quello che è successo alla festa chiedendo l'esclusione di De Nicola dall'affare e così la donna inizia a rifiutare le chiamate di Rosalinda.
A Lugano intanto Ricky è troppo protettivo con Antonia che ha il suo primo fidanzato, Maurice.
Il giudice Licastro, deciso a far partire il processo contro De Nicola, interroga Cusano riguardo ai suoi presunti rapporti col criminale.
Rosalinda va a casa della Contessa minacciandola con una pistola ma interviene Felice che la disarma e la butta fuori dalla villa con la forza.
Tonio si reca a casa di Trapanese, ancora in degenza in ospedale per l'ictus, trovando un fascicolo riguardante l'affare della raffineria che consegna a Rosalinda per far sì che ricatti il Ministro per far tornare libero De Nicola e darlo in pasto a Tonio. Daria si confida con il suo superiore Rocchi confessandogli che Fortebracci è vivo; il commissario però su richiesta del Ministro riesce a convincere il giudice Licastro a scarcerare De Nicola e oltre a riferire il fatto a un'eccellenza in Vaticano fa una chiamata ambigua a un conoscente di Ostia, Osvaldo (Tullio Sorrentino), pronto ad intervenire.
Giada Cusano, scappata di casa e fatta di cocaina, viene rimorchiata da due sfruttatori e rinchiusa in una casa per farla prostituire; la madre disperata si rivolge a Tonio che la libera dai balordi e gliela riconsegna.
- Ascolti: telespettatori 3 393 000 – share 14,6%.[7]

## Settimo episodio

### Trama
De Nicola viene scarcerato finendo subito in pasto a Fortebracci che uccide lui e i suoi uomini mentre risparmia Rosalinda. Lei e la contessa Minniti vengono interrogate dalla Bertolaso.
A Lugano Ricky è preoccupato per la relazione tra Antonia e Maurice e ne parla con il padre del ragazzo che casualmente è il banchiere Dupont. Questi segue il conto di Tonio e inizia a fare delle indagini private sulla nuova vita di Ricky e Antonia.
Il commissario Rocchi, tramite delle cimici, scopre che il Ministro Cusano vuole tirarsi fuori da tutto per fare pace con la figlia la quale, diretta in Francia, viene rapita e condotta in una casa di cura mentre sua madre viene fatta sbranare dal cane del killer Osvaldo in giardino. Tonio arriva a casa del Ministro che è disperato per l'accaduto e decide di aiutarlo salvando Giada e portandola in Svizzera.
Da New York arriva Egidio Lo Pizzo, il nipote di Don Salvo, preoccupato per il fatto che la droga non è più arrivata: Trapanese in ospedale gli fa capire che De Nicola è morto e che la merce è in mano a Rosalinda. L'americano pretende il carico e minaccia la ragazza la quale però gli dà un appuntamento e lo uccide. La contessa Minniti si lamenta con un onorevole del partito di Cusano del fatto che è stata interrogata dalla Bertolaso; viene così deciso che va fermata e le vengono manomessi i freni dell'auto, ma riesce a salvarsi.
Cusano dà l'addio alla figlia per telefono, dopo di che si suicida a fianco al corpo della moglie.
- Ascolti: telespettatori 3 286 000 – share 14,6%.[8]

## Ottavo episodio

### Trama
Daria trova la borsa di De Rosa in un armadio nella casa al mare di Rocchi e scappa, portando madre e figlia in una locanda e cercando di mettersi in contatto con Maino.
Dupont cerca di allontanare Maurice da Antonia perché figlia di un mafioso; fuori dalla banca Ricky riconosce Tonio ma non fa in tempo a fermarlo. Fortebracci passa dalla sua vecchia casa svizzera ma decide di non entrare; dentro c'è proprio Antonia ma i due non riescono a vedersi e poco dopo Maurice e Ricky le raccontano di aver visto il padre in banca, con stupore di Antonia.
Rocchi viene allertato dalla madre di Daria, preoccupata per lo strano comportamento della figlia: il commissario al telefono la minaccia ma non si accorge che la figlia Antonia legge il suo labiale. La Bertolaso riesce a salvarsi da un agguato in casa ma davanti alla porta di casa di Maino in una colluttazione con Osvaldo rimane uccisa. Maino, dopo aver sentito il colpo fatale sparato da Osvaldo, trova Daria a terra, ma ormai è troppo tardi per salvarla.
Nonna Imma è contentissima per il versamento di 5 miliardi che le ha fatto Tonio dalla Svizzera; Maurice scopre il fatto e avvisa Antonia che torna di nascosto a Sirenuse dove si fa dare spiegazioni dall'anziana donna prima di essere riaccompagnata a Lugano da padre Raffaele.
Alla camera ardente di Daria sua madre se la prende con Maino; fuori dalla porta però la figlia della poliziotta gli consegna un foglio dove confessa al giudice che dietro alla morte di sua madre c'è proprio Rocchi.
Osvaldo si fa dire dal maggiordomo di Cusano che Giada è partita per la Svizzera con tale Fabrizio Vergano e così il sicario malavitoso, dopo aver ucciso il maggiordomo, va ad ispezionare la sua camera d'albergo a Lugano ma Maurice è arrivato prima di lui portando via dei documenti.
Rosalinda medita vendetta contro la contessa Minniti e chiama Don Salvo per comunicargli la morte del nipote, mentendo su come sia avvenuta; il boss italo-americano arriva a Sirenuse e incontra la ragazza che gli dice dove si trova la merce ottenendo in cambio aiuto per uccidere la contessa Minniti, Felice, il sindaco e il cavalier Amato.
Dupont dà della mafiosa ad Antonia incolpandola per lo sbandamento del figlio che è scappato di casa.
Le condizioni di Trapanese si aggravano e viene trasferito in un ospedale di Palermo.
Osvaldo a Roma si fa dire da un uomo di Roberto De Marchis chi è veramente Vergano e a Lugano Dupont gli dà in pasto Antonia.
Maurice è ai Caraibi dove riesce a trovare Tonio e a farlo mettere in contatto con Antonia che insieme a Ricky riesce a bloccare Osvaldo e a partire per i Caraibi.
Anche la mamma di Daria viene a sapere dalla piccola del coinvolgimento di Rocchi e così decide di aiutare Maino a incastrarlo.
La moglie di Egidio, grazie alla testimonianza di un picciotto, scopre che a uccidere il marito è stata Rosalinda la quale ha fatto ammazzare la contessa e i suoi sodali solo perché avevano estromesso Ettore dall'affare; la ragazza ha così firmato la propria condanna a morte.
Maurice dai Caraibi chiama suo padre ma Osvaldo non riesce a rintracciare la chiamata. Nel finale Tonio riabbraccia finalmente i suoi figli e il suo amico Ricky.
- Ascolti: telespettatori 3 541 000 – share 15,6%.[9]